# Eugenia corrientina
Eugenia corrientina là một loài thực vật có hoa trong Họ Đào kim nương. Loài này được Barb.Rodr. mô tả khoa học đầu tiên năm 1903.